# Religion en Suède
L'article Religion en Suède recense l'histoire et l'actualité de la religion en Suède.

## Histoire

### Préhistoire et protohistoire
L'archéologie de l'Europe du nord (en) ne permet guère de reconstituer un quelconque paysage mental de la Scandinavie de l'âge de pierre.
De l'âge du bronze danois (1800 AEC - 500 AEC) datent la plupart des gravures rupestres de Suède, dont les gravures rupestres de Tanum, la tombe royale de Kivik, des bateaux de pierre, et toute une série de sites mégalithiques, dont les mégalithes de Ale. Les funérailles semblent une préoccupation importante.
Par les textes, les inscriptions, les sépultures, l'artisanat, on connaît relativement la Scandinavie de l'âge du fer (en) (âge du fer germanique), de l'Âge de Vendel (550-792).
Les pierres runiques semblent être de cette époque.
Les Goths de Scandinavie (Götaland, Gothie, ou simplement Scanie) seraient les Suiones, les Gaets et les Guts.
Le terme de Guts désignerait seulement les tribus de l'île de Gotland.
L'Histoire des Goths (Getica, 551, en latin) de Jordanès (de l'époque de Cassiodore), ostrogoth romanisé et converti au christianisme, est un des rares textes à fournir des informations cohérentes sur les populations de l'époque, en Scandza, pour Théodoric le Grand.
Les régions historiques de Suède les plus peuplées sont la Scanie, ou plus largement Götaland, l'Uppland ou Svealand (pays des Svear, tribu des Suiones, autour de (Gamla Uppsala, Vieil Uppsal) et le Västergötland (Gothie occidentale) autour de Göteborg.
La religion nordique ancienne s'ordonne autour de la mythologie nordique, assez proche de la mythologie germanique, avec culte des ancêtres.
Le peuple de Suède possède une religion polythéiste aux très nombreux dieux et mythes dont les plus connus sont Odin (Óðinn), Thor (Þórr) ou Frey (Freyr). La vie spirituelle repose principalement sur le culte des ancêtres, dont témoignent les nombreux tumulus que l'on retrouve sur tout le territoire suédois.
Ces mythes, légendes et pratiques sont connues surtout par des textes, comme la Geste des Danois (vers 1200) de Saxo Grammaticus (vers 1150-vers 1220), et les sagas royales et les sagas légendaires.
Un néo-paganisme contemporain cherche à revivifier et réinventer ces traditions.
La christianisation de la Suède (de)
(ou christianisation des peuples scandinaves), en raison de sa situation géographique dans l'Europe la plus septentrionale, est tardive.
Les premières missions d'évangélisation de moines irlandais aux VIe – VIIe siècles restent sans lendemain, c'est-à-dire sans laisser de communautés chrétiennes durables en Suède.

### L'ère viking (vers 800-1050)
L'âge des Vikings (793-1066, approximativement) est mieux connu, beaucoup par les drakkars, un peu par l'art viking, et parce qu'à la fin ce monde se christianise.
Les peuples germaniques, dès l'âge du fer romain (IIe siècle), commercent avec leurs voisins ouest-européens, et éventuellement les attaquent. Puis, ils se christianisent, migrent, s'intègrent davantage : christianisme goth (en) dès la fin du IVe siècle. La route de l'ambre, entre mer Baltique et Méditerranée, est au moins partiellement maîtrisée par les habitants de Gotland.
Les Germains septentrionaux ou Scandinaves (de Scanie) ou Nordiques, habitués à commercer depuis très longtemps en Europe à l'époque païenne, avec leur production de cuivre et de fer, entrent en contact avec la religion chrétienne avec les premières missions d'évangélisation dans la première moitié du VIIIe siècle, avant l'expansion viking.
Vers 822-825, la Scandinavie est déclarée terre de mission, dans la mesure où l'Occident chrétien réagit contre ce prédateur.
L'Âge des Vikings (793-1066, pour l'essentiel) se manifeste par le commerce, l'exploration, la suprématie maritime, le pillage, la colonisation. Il prend fin lorsque la Scandinavie se dote de pouvoirs monarchiques centralisateurs et que les Vikings et les Varègues se convertissent au christianisme désormais dominant. Les Scandinaves qui acceptent la prima signatio (petit baptême chrétien, profession de foi (façon kérygme), avant toute confirmation) sont autorisés à commercer. Les Vikings sont de fait aussi des artisans de la deuxième mondialisation, autant que du système féodal.
Les prémices de la christianisation de la Suède remontent au IXe siècle, lorsque le roi Björn at Hauge invite le missionnaire franc Anschaire (Vita Anskarii) à Birka en 829.
Il y retourne par la suite sous le règne d'Olof, en 850-852.
Olof Skötkonung (980-1022) est considéré comme le premier roi chrétien de Suède.
L'église chrétienne de Scandinavie est à l'origine régie par l'archevêché de Brême.
Adam de Brême (vers 1015-vers 1085) évoque la région dans son Gesta Hammaburgensis ecclesiae pontificum (1075-1080).
Le christianisme s'implante réellement en Suède vers la fin du XIe siècle, sur les bords du lac Mälar et dans la région d'Uppsala.
En 1104, un archevêque pour toute la Scandinavie est installé à Lund. Les premières églises sont construites au début du XIIe siècle, notamment à Sigtuna ou Linköping.
Uppsala devient l'archevêché de Suède en 1164, et l'est toujours aujourd'hui.
Les coutumes religieuses pré-chrétiennes survivent à cette conversion. Ainsi, par exemple, l'important centre religieux païen connu sous le nom de Temple d'Uppsala à Gamla Uppsala est encore en usage à la fin du XIe siècle.
- Pierre runique, Pierres runiques vikings, Pierres runiques de Lingsberg, Divination des runes, Pierre runique de Frösön (de) (Frösön)
- Missel de Skara (de) (Skaramissalet, 1150-1270)
- Borgholm (île d'Öland, comté de Kalmar) : chemin de croix en pierre de Föra du XVe siècle, et croix de pierre (Rynings kors (de))
- Funérailles vikings, bateau-tombe
- Commerce à l'époque viking (en)
- Thrall, Aett

### 1050-1520
L'unification de la Suède progresse, vers la création d'un royaume unissant l'ensemble des clans et tribus. Sverker Ier de Suède et Éric IX de Suède, et leurs descendants, dirigent un territoire stabilisé. Dès 1150, est lancée la première croisade suédoise d'évangélisation et de colonisation de ce qui va devenir les provinces finlandaises du royaume de Suède-Finlande.
Sous le règne de Magnus III de Suède (1240-1290), la Suède s'ouvre, entre autres à la Hanse. Le règne de Magnus est dans les domaines culturels et économiques une période d’intense développement. Le commerce est florissant et des accords sont signés avec les marchands de Riga, Gotland et sans doute Lübeck, l’industrie minière se développe et la vie municipale progresse. Les relations intellectuelles avec le royaume de France sont maintenues. En 1285, le chapitre d’Upsal fonde à Paris un « collegium upsaliense » destiné à douze étudiants en théologie de son diocèse. L’archevêque de Suède recrute deux ans plus tard un tailleur de pierre français, Étienne de Bonneuil, de l’école de Notre-Dame de Paris, avec pour mission de bâtir à Upsal une cathédrale qui serait la plus vaste de Scandinavie. La Suède reçoit également des missionnaires religieux dominicains et franciscains porteurs de la civilisation française. En 1282, un couvent de dominicaines sera ainsi fondé par le roi à la pointe de Skänninge sous l'influence de Pierre de Dacie (mort en 1289).
Un personnage remarquable et connu de l'époque est Brigitte de Suède (1303-1373), canonisée en 1391, et proclamée par Jean-Paul II co-patronne de l'Europe avec sainte Catherine de Sienne et la philosophe Edith Stein, canonisée sous le nom de sainte Thérèse-Bénédicte de la Croix.
L'union de Kalmar (1397-1523) réunit sous un seul monarque les trois royaumes de Danemark, Norvège et Suède, dans une sorte de confédération scandinave, soutenue par une économie dynamique (avec la Hanse), mais évidemment perturbée par des rivalités de suprématie politique.
- Commerce des esclaves en Suède

### 1520-1593
La Réforme en Suède est particulièrement brusque et violente.
Christian II (roi de Danemark) (1481-1559) reconquiert la Suède, contre le parti patriotique mené par Sten Sture le Jeune (1492-1520), mais le bain de sang de Stockholm (novembre 1520) exacerbe les tensions. La guerre suédoise de libération (1521-1523), et l'expulsion des danois de Stockholm, entraînent la dissolution de l'union de Kalmar (1397-1523). Gustave Vasa est nommé régent de Suède en 1521, puis, après abjuration de la foi catholique et adoption du luthéranisme, élu roi de Suède en 1523 par le Riksdag de Strängnäs.
Gustave Ier Vasa déconstruit l'organisation de l'église catholique suédoise : querelles d'investitures, interdiction de rites et de pèlerinages, confiscation de biens, fiscalisation, réquisitions, fermeture de monastères et de diocèses. Des révoltes catholiques, populaires, éclatent : révolte des cloches, rébellions de Dalécarlie (en) (1524-1533 d'abord), rébellion du Västergötland (en) (1529), révolte de Nils Dacke (1542-1543)...
La Hanse, réseau de marchands de plusieurs villes du Nord de l’Allemagne, coopérant ensemble pendant le Moyen Âge pour contrôler le commerce maritime sur la mer du Nord et la mer Baltique, un espace commercial commun nord-européen, de 1250 environ jusqu'en 1500 au moins. La croissance de la ligue hanséatique a lieu dans un monde où colonisation et évangélisation vont de pair. Elle est particulièrement liée à la montée de l'ordre des chevaliers Teutoniques, au prosélytisme catholique servant de façade aux jeux de pouvoir mondiaux de l'époque (dont la puissance économique et militaire des Varègues passés à la république de Novgorod et disposant de routes commerciales intéressantes vers la Mer Noire et la Mer Caspienne).
Les croisades baltes durent de 1180 à 1380, se détournent de leur but originel et s'achèvent par la territorialisation des ordres militaires qui les ont conduites : État monastique des chevaliers Teutoniques (1226-1525), Terra Mariana (Livonie, 1207-1561)  pour les chevaliers Porte-Glaive.
En complément, la Suède participe aux guerres novgorodo-suédoises, pour contrer la puissance de la république de Novgorod (1136-1478), et elle convertit au christianisme catholique la Finlande : première croisade suédoise (1157, 1191, 1202), deuxième croisade suédoise (Birger Jarl, 1239-1250), troisième croisade suédoise (1293), colonisation suédoise de la Finlande (en). Le royaume de Suède se dénomme Suède-Finlande aux XIIIe – XVIIIe siècles.
Avec la Réforme protestante, la Livonie et la Prusse passent au luthéranisme 1525-1560. Gustave Vasa a des dettes envers les marchands de Lübeck, et donc de la Hanse, acquise au luthéranisme. L'attitude de la Russie orientale, avec laquelle le roi suédois tient tout particulièrement à rester en bons termes, est également offensante. Gustave attribue à Ivan IV, dont les ressources sont magnifiées, le dessein d'établir une monarchie universelle autour de la mer Baltique, et mène une guerre contre lui en 1554-1557.
La guerre nordique de Sept Ans (1563-1570) puis la guerre de Livonie (1558-1583), et les alliances qu'elles sont obligées d'établir, sont à replacer dans ce cadre. La Suède est contrainte de poursuivre sa politique de combat et d'agrandissement. Une retraite signifierait la ruine de son commerce baltique. En 1570, la population recensée se compose de 900 000 personnes.
Les divers intérêts en place (en Suède, en Scandinavie, en Europe) sont divergents. Des tentatives de réconciliation ou d'accommodements en Suède entre catholiques et protestants ont lieu.
Une longue lutte liturgique (en) (1574-1593) oppose les tenants du catholicisme et les adeptes du luthéranisme.
En 1593, le duc Charles rassemble quatre évêques luthériens et trois cents pasteurs au synode d'Uppsala : la liturgie de 1571 (en:Swedish Church Ordinance 1571) est maintenue sans la Nova Ordinantia ni le Röda boken. Les Saintes Écritures et les trois croyances primitives sont déclarées comme étant les véritables fondements de la foi chrétienne, la confession d'Augsbourg est adoptée. Seule l'Église luthérienne est autorisée comme religion d'État de la Suède : aucun Suédois n'a le droit de quitter l'Église luthérienne. Le catholicisme, le calvinisme et le zwinglianisme sont officiellement interdits.
Tout Suédois qui souhaite devenir fonctionnaire (militaire, police, éducation, etc.) doit être luthérien. L'université d'Uppsala est rouverte et le séminaire catholique est fermé.

### 1593-1781
Le XVIIe siècle suédois est impérial.
L'Empire suédois (1611-1721) voit localement la (seconde) christianisation des Samis en sámi. La Compagnie du Sud (1624-1680), ou Compagnie de Nouvelle-Suède, établit en Amérique du Nord la colonie de Nouvelle-Suède, autour de Fort Christina (Wilmington (Delaware)), fleuron de l'éphémère Empire colonial suédois. La papauté établit en 1667, à Brême, un vicariat apostolique de la Germanie septentrionale (et des Missions nordiques).
Le XVIIIe siècle est catastrophique : autoritarisme, grande guerre du Nord (1700-1721), famines, déplacements de populations, relative ère de liberté (en Suède), guerre de Finlande (1808-1809), et la Suède finit par se retirer de Finlande.
Le piétisme et l’illuminisme se répandent en Suède sous le règne de Charles XII (1697-1718). Après l'ère de la Liberté (1718-1772), Gustave III, roi de 1771 à 1792, rétablit un despotisme éclairé.

### 1781-1900
Gustave III (1746-1792), roi de Suède (1771-1792) signe le décret de tolérance (Suède) (en), accordant la liberté de culte aux étrangers catholiques et juifs qui viennent en Suède.
Le Saint-Siège détache la Suède du vicariat et l'élève au rang de « préfecture apostolique », puis en 1783, de « vicariat apostolique de Suède ».
Son premier évêque catholique est Nicolaus Oster. Les royaumes unis de Suède et de Norvège (1814-1905, en suédois Förenade konungarikena Sverige och Norge) sont désormais Suède-Norvège. D'après l'article IV de l'acte de succession de 1810, le roi et les membres de la dynastie doivent être protestants de « foi évangélique pure » (c'est-à-dire de l'Église de Suède).
En 1818, un général français pétri des idées de la Révolution, Jean-Baptiste Bernadotte arrive au pouvoir sous le nom de Charles XIV de Suède. Il sait se faire bon luthérien et calmer la situation religieuse, établissant de bons rapports tant avec l’église officielle qu’avec les groupes dissidents.
Au début du XIXe siècle, le piétisme prend la forme de petits groupes de lecture de la Bible, les laesares, que l’Église officielle laisse faire sans exiger l’application à leur encontre de la loi de 1726, mais à partir de 1842, un mouvement plus visible, les « crieurs » (ropares) est lancé par un paysan du nom d’Erik Jansen. Il s’agit d’appeler à la repentance et de proclamer l’imminence du jugement dernier. La répression reste mesurée, d’autant plus qu’un certain nombre de ces crieurs sont des enfants, et, que, en fin de compte, les autorités relèvent que le mouvement a une bonne influence dans la société, où il combat notamment avec efficacité l’alcoolisme,.
En outre, influence des moraves et des méthodistes s’accentue au cours du XIXe siècle et favorise l’émergence d’un Réveil, dont le leader est Carl Olof Rosenius (1816-1868), alors même que certains anciens dissidents choisissent souvent l’émigration vers l’Amérique pour pouvoir vivre leur foi librement. Le mouvement piétiste-évangélique se maintient donc toujours au moment où la Suède retrouve des libertés religieuses dans le dernier quart du XIXe siècle.
La croissance économique entraîne le doublement de la population entre 1750 et 1850, de 1 780 000 à 3 482 000.
Les lois contre l'émigration sont à peu près abolies dès 1830.
L'émigration suédoise aux États-Unis concerne au XIXe siècle environ 1 000 000 de Suédois, désireux d'échapper à l'Église de Suède. (Suédo-Américains)
En 1860, la Suède décriminalise la conversion à la foi catholique.

### 1900-2000
Jusqu'à la Première Guerre mondiale, la Suède est pays d'émigration.
En 1923, la sœur Élisabeth Hesselblad fonde une communauté à Djursholm de l'ordre de Sainte-Brigitte.
En 1935, des sœurs de l'ordre de Sainte-Brigitte établissent un couvent appelé « Paix de Marie » près de l'ancienne abbaye de Vadstena.
En 1940, le droit de devenir fonctionnaire est ouvert aux non-luthériens.
En 1951, une loi institue la liberté de religion : les Suédois ont le droit de quitter l'Église luthérienne.
En 1977, l'ouverture des couvents est autorisée.
La Suède est le seul des pays nordiques à ne pas avoir subi d'occupation allemande en 1939-1945. Officiellement neutre et plutôt non belligérant, le pays a fait des concessions aux Allemands, accordé quelques facilités aux alliés (guerre d'Hiver), et surtout été un refuge pour les victimes de persécutions nazies : sauvetage des juifs du Danemark et des juifs de Norvège.
La diplomatie humanitaire de Raoul Nordling, Folke Bernadotte, Per Anger et de Raoul Wallenberg mérite le respect.
Après guerre, la politique d'accueil de réfugiés s'est poursuivie.
La Suède est devenue pays d'immigration.

### Depuis 2000
Depuis l'an 2000, la Suède n'a plus de religion d'État. Le diocèse catholique de Stockholm est officiellement enregistré par l'État comme « Église catholique romaine » (suédois : « Romersk-katolska kyrkan »). En 2016, sœur Élisabeth Hesselblad est canonisée par le pape François.
Selon l'American Community Survey, pour la période 2012-2016, 3 908 762 personnes se déclarent d'ascendance suédoise.
La plupart des Suédo-Américains sont des luthériens affiliés à l'Église luthérienne ou au méthodisme.

## Religions en Suède
- Théologiens suédois, plus développé en version anglophone)

### Christianisme
En Suède, le christianisme reste une référence pour deux Suédois sur trois.
Il est à l'origine d'un remarquable art religieux chrétien (architecture, peinture, sculpture, vitrail, orfèvrerie, artisanat, littérature, musique, chant...).
Le luthéranisme demeure après 500 ans la plus forte des appartenances idéologiques ou spirituelles.
- Listes des bâtiments religieux en Suède (en)
  - Liste des églises sur l'île de Gotland (en)
- Particularités festives
  - Sainte-Lucie (fête) (13 décembre)
  - Julotta (en), office de l'aube du 25 décembre
  - Fête de Noël en Suède (en)

#### Protestantisme
L'Église de Suède (1527) est l'église nationale de Suède, mise en place par Gustave Ier Vasa (1496-1560), régent (1521(1523) puis roi (1523-1560).
Olaus Petri (1493-1552), théologien suédois, est le contributeur majeur de la réforme protestante en Suède.
Le texte de référence est la Bible de Gustav Wasa (de) (1540-1541).
L'Église de Suède est, depuis 1530, très largement majoritaire, exigeante (adhésion obligatoire, participation hebdomadaire aux offices, orthodoxie luthérienne (en)), presque exclusive (95,2 % en 1972), et toutefois plurielle, avec éventuellement des dissidences (amenant parfois l'émigration) : luthéranisme, luthéranisme confessionnel (en) (du Livre de Concorde de 1580), piétisme, rationalisme, protestantisme libéral, néo-luthéranisme, Vieux luthériens (en), etc.
Un témoignage important de la réflexion religieuse est le texte dénommé Nordische Sammlungen (de), écrit piétiste radical (1749-1761). Le Mouvement de réveil libre (Suède) (de) est lié au læstadianisme, courant initié par Lars Levi Læstadius (1800-1861), et qui a largement essaimé, et évolué, en diverses branches.
L'Église unie de Suède, fondée en 2011, résulte de la fusion de l'Union baptiste de Suède (en) (1848), de l'Église méthodiste unie de Suède (en) (1868) et de la Mission Covenant Church of Sweden (en) (1878). Ce regroupement est de l'initiative d'equmenia (de), organisation de jeunes chrétiens (2007).
Autres pistes :
- Illuminisme : des inspirés prophétisent dès 1688, tel Lars Ullstadius à Aabo en 1688 ou Peter Schoefer en 1701
- Emanuel Swedenborg (1688-1772)
- Prêcheur dormant (en transe) (en)
- Église missionnaire suédoise (de) (Svenska Missionskyrkan, 1878)
  - Éclaireur de la jeunesse de l'Église missionnaire suédoise (de)

#### Catholicisme
L'Église catholique en Suède, créée en 829 en principe, est à partir de 1523, progressivement éliminée, privée de tout pouvoir politique.
Ses biens lui sont confisqués en 1527 par décision parlementaire de sécularisation des biens du clergé. Les conséquences de la réduction de Gustav I de Suède (en) sont la suppression de monastères en Suède (en), la dissolution de diocèses, et des révoltes catholiques, les rébellions dalécarleinnes (en) (1524-1533). Birgitta Botolfsdotter (en) est une des figures de religieuse catholique de l'époque.
La lutte liturgique (en) (1574-1593) oppose les tenants du catholicisme et les adeptes du luthéranisme.
En 1593, au synode d'Uppsala, le catholicisme est officiellement interdit sur le territoire de la Suède et de ses possessions.
Après presque deux siècles de persécutions anti-catholiques, le catholicisme peut renaître.
L'Église vieille-catholique en Suède et Danemark (de) (OCC), participe à l’Union (vieille-)catholique internationale d'Utrecht. Refusant certaines décisions du premier concile œcuménique du Vatican (1870) (dont l'infaillibilité pontificale), des évêques rédigent la déclaration d'Utrecht (1889) et établissent l'Église vieille-catholique (Conférence internationale des évêques vieux-catholiques, CIE), ou Église catholique-chrétienne.
Depuis 1923, les évêques suédois participent à la conférence épiscopale nordique (Danemark, Suède, Norvège, Finlande, Islande), représentants ainsi des 250 000 catholiques.
En 2015, avec 113 000 catholiques (1,15 % de la population), dont seulement 10 000 d’origine suédoise, l'Église catholique en Suède est la quatrième confession religieuse après l'Église luthérienne suédoise (63,2 %), l'islam (5,1 %) et les orthodoxes (1,2 %).
L'Église catholique en Suède dispose d'un évêque, Mgr Anders Arborelius (cardinal depuis le 28 juin 2017), qui siège à la cathédrale Saint-Éric de Stockholm et de 73 prêtres qui portent leur ministère dans 45 paroisses et il y a plus de 300 religieux et religieuses presque tous d'origine étrangère, dont quelques cisterciens français.
- Liste des paroisses catholiques en Suède (de)
- Personnalités suédoises du catholicisme (religieux, bienheureux, saints) (listes plus complètes en anglais)

#### Orthodoxie
L'orthodoxie est plurielle en Suède également, avec sa population enregistrée de 97 000, et estimée de 145 000 membres.
Les églises orthodoxes grecque et serbe sont les plus anciennement implantées.
Il existe également une présence importante de chrétiens coptes et éthiopiens, plus récente.
- Église de Grèce
- Église orthodoxe serbe, Église orthodoxe serbe libre

#### Autres
- Églises catholiques orientales
- Assyriens en Suède, depuis 1991, réfugiés d'Irak, Syrie et Turquie[8],[9]
- Mandéens en Suède (en) (8 000), Mandéens, réfugiés d'Iraq depuis 1970

### Judaïsme
L'histoire des Juifs en Suède est récente.
Au XVIIe siècle, les marchands juifs sont autorisés à fréquenter les ports pour le commerce, sans avoir l'autorisation de s'y établir, à moins de se convertir (au luthéranisme).
Au XVIIIe siècle, pour services rendus (organisation de la paie des armées royales, financement royal), quelques individus sont autorisés à séjourner (un en 1774, une dizaine en 1785, et une petite communauté (avec synagogue et cimetière) dans le port franc de Marstrand (Göteborg) en 1779.
Jusqu'en 1860, les établissements se limitent à Marstrand, Göteborg, Stockholm, Karlskrona, Norrköping.
La plupart des droits civils leur sont accordés dans les années 1838-1840.
Le droit de se présenter à des fonctions politiques date seulement de 1951.
Dans les années 1920-1930, la population ne dépasse pas 7 000 membres.
Devant les persécutions nazies, la Suède participe au sauvetage des juifs norvégiens puis suédois.
Après guerre, elle accueille des milliers de réfugiés juifs des pays baltes et de Finlande, en partance pour d'autres destinations.
Puis les réfugiés juifs de Hongrie (1956), puis de Tchécoslovaquie et de Pologne (1968).
La lutte contre l'antisémitisme est une préoccupation du gouvernement suédois depuis la fin de la guerre. Dans les années 1950, l'incitation à la haine raciale est interdite. En 1994, le racisme devient même une circonstance aggravante pour les crimes commis. Le port de symboles nazis en public est prohibé.
La situation se complique après 2000.
La population est approximativement en 2020 de 18 000 membres dont 12 000 dans le grand Stockholm.
- Liste de Juifs suédois (en)
- Musée juif de Stockholm (de)
- Liste des cimetières juifs en Suède (de)
- Synagogues en Suède (de) : synagogue de Stockholm, synagogue de Göteborg, synagogue de Malmö, synagogue de Norrköping (en)
  - Paroisse mosaïque de Karlskrona (en)
- Nazisme en Suède (en) (dès 1932)
  - Sauvetage des juifs du Danemark, Liste des « Justes devant les nations » de Suède (de)
  - Liste des Stolpersteine en Suède (de)
- Théâtre juif de Stockholm (de) (1995-2013)
- Antisémitisme en Suède (en)

### Islam
L'Islam en Suède existe significativement depuis les années 1950 :
- Liste de mosquées de Suède, Mosquée de Malmö, Mosquée de Stockholm (de)
- Ahmadiyya en Suède (en) (1956), communauté musulmane ahmadiste, réformiste, messianiste, visant le rétablissement pacifique du califat
- Turcs en Suède (en) (125 000 Turcs et 30 000 Turcs Bulgares et Turcs Macédoniens), Diyanet İşleri Başkanlığı
- Association musulmane de Suède (en) (Muslim Association of Sweden), principale organisation musulmane suédois (70 000 membres)
- Musulmans suédois pour la paix et la justice (en) (Svenska Muslimer för Fred och Rättvisa, SMFR, 2008)
- Hizb ut-Tahrir (1953)

Depuis les années 2000, la situation s'est compliquée :
- Halal-TV (en)
- Controverse des dessins de Lars Vilks représentant le prophète (en) (2007, Lars Vilks)
- Attentats de Stockholm en 2010, Attentat du 7 avril 2017 à Stockholm

### Autres
- Bouddhisme en Suède (en), environ 8 000
- Hindouisme en Suède (en), environ 11 000, depuis les années 1950, dont 2000 d'origine tamoule, et 1500 d'origine bengali
- Sikhisme en Suède (en)
- Bahaïsme en Suède (en) (entre 1 000 et 6 000 adeptes)

### Autres minorités ethno-linguistiques
- Roms, Voyageurs norvégiens et suédois (en) (65 000), parlant un scandoromani
- Skogfinnar, Finlandais des forêts, finnophones
- Tornédaliens (> 30 000), finnophones
- Samis (Lapons) (> 15 000) : religion samie
- Wallons de Suède
- Finnois, Finlandais de Suède (en) (> 426 000)

### Néopaganisme
Le gothicisme (en suédois göticism) est un courant protochroniste vivace en Suède au XVIIe siècle en particulier, et dont les partisans considèrent que les Suédois ont pour ancêtres les Goths.
Leur croyance prospère au XVIIe siècle quand, après la Guerre de Trente Ans, la Suède devient une grande puissance ; l'idée, cependant, connaît une perte de vitesse au siècle suivant. Au début du XVIIe siècle, le nationalisme romantique la ravive avec, cette fois, les Vikings comme figures héroïques.
Le nordicisme est une idéologie des années 1880-1920 qui promeut une supposée race nordique, un peuple indogermanique nordique, et qui débouche sur l'archéologie durant le Troisième Reich (Ahnenerbe) et l'ariosophie.
Le néo-paganisme scandinave, Ásatrú revivifie certaines de ces tendances.
- Dieux de sang (en) livre, suprématiste blanc, néo-fasciste, antisémite
- Communauté Asa nordique (en) (Nordiska Asa-samfundet, 2014, NAS)
- Communauté pour des voies nordiques (en) (1997)
- Assemblée suédoise de Forn Sed (en) (Samfundet Forn Sed Sverige, anciennement  Swedish Asatru Assembly (Sveriges Asatrosamfun), 1994), Voie ancienne, 500 membres en 2018.

Une vision positive prétend voir là simplement une tentative de réenchantement du monde.
Ces références idéologiques renvoient plus concrètement à des tendances comportementales : respect de la nature, respect des lieux considérés comme sacrés, respect de la communauté, des générations passées et de celles à venir, célébration des fêtes populaires, pratique des traditions folkloriques (dont artisanat, vêtement, musique, danse, chant, etc).
Ces croyances et pratiques sont souvent présentées et interprétées, par pratiquants ou participants, comme un retour aux racines, en dehors de toute appartenance à une association néo-païenne, et sans nationalisme culturel (au sens d'exclusivisme) : irénisme.

### Nouveaux mouvements religieux
Parmi les nombreux nouveaux mouvements religieux (NMR) visibles en Suède contemporaine (2020) :
les courants mondiaux du New Age, et des résurgences d'anthroposophie, théosophie, géomancie, ésotérisme, occultisme :
- Théosophie en Scandinavie (en), depuis 1890, sous l'influence de l'auteure occultiste britannique Alice Bailey (1880-1949)
- Kopimisme (fondé en 2010, reconnu fin 2011), Det Missionerande Kopimistsamfundet[10],[11]
- Scientologie[12]

## Galerie

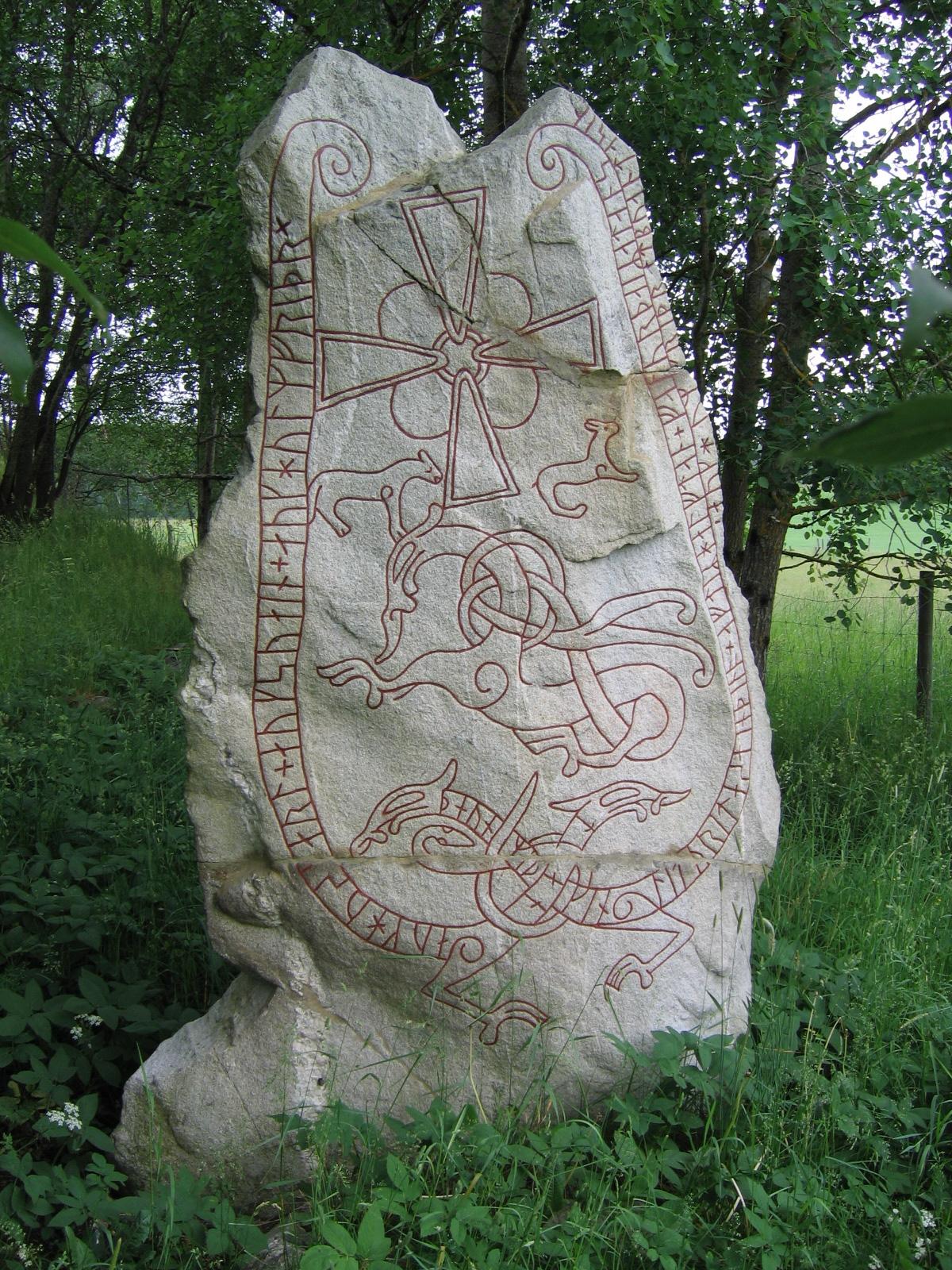
Pierre runique U240 de Lingsberg
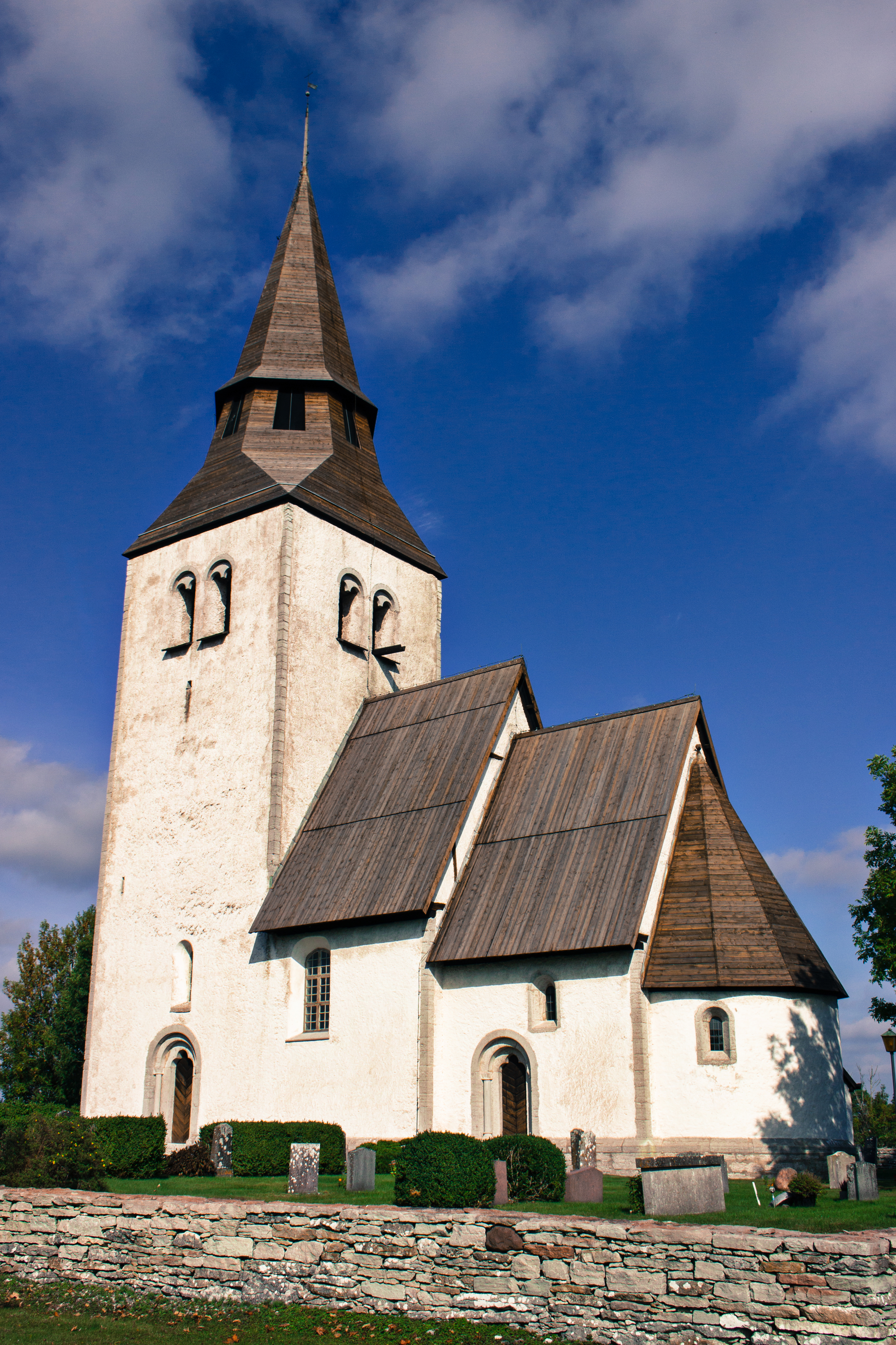
Église d'Anga (Gotland)
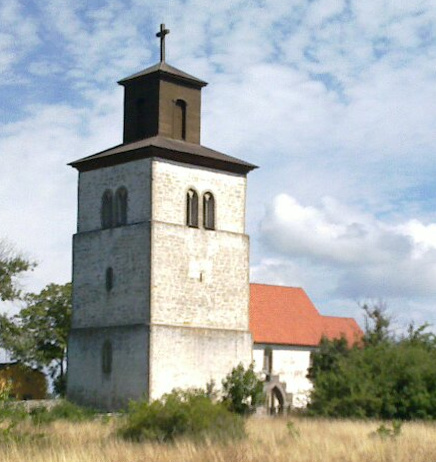
Église de Fide (Gotland)
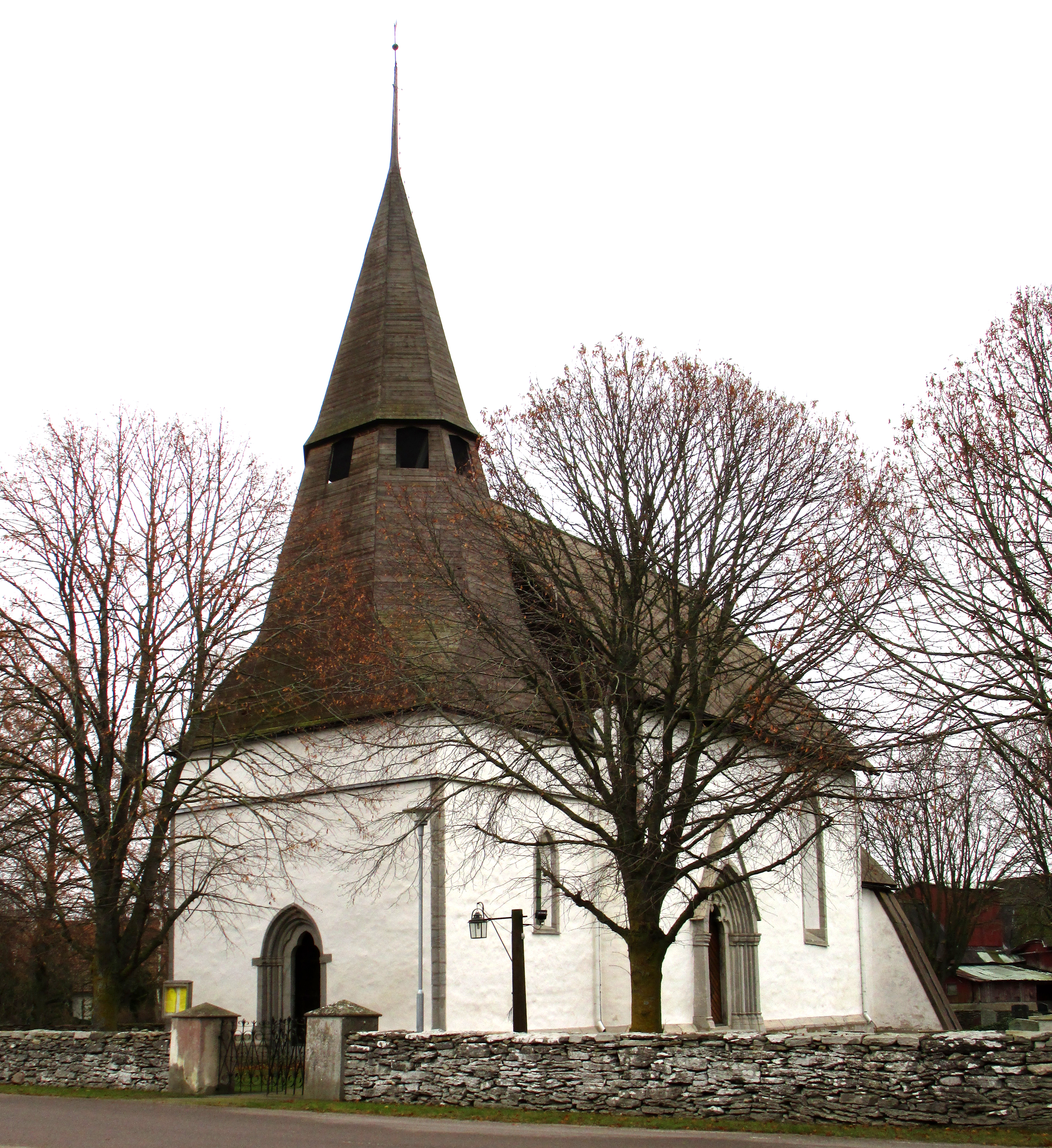
Église de Gerum (Gotland)
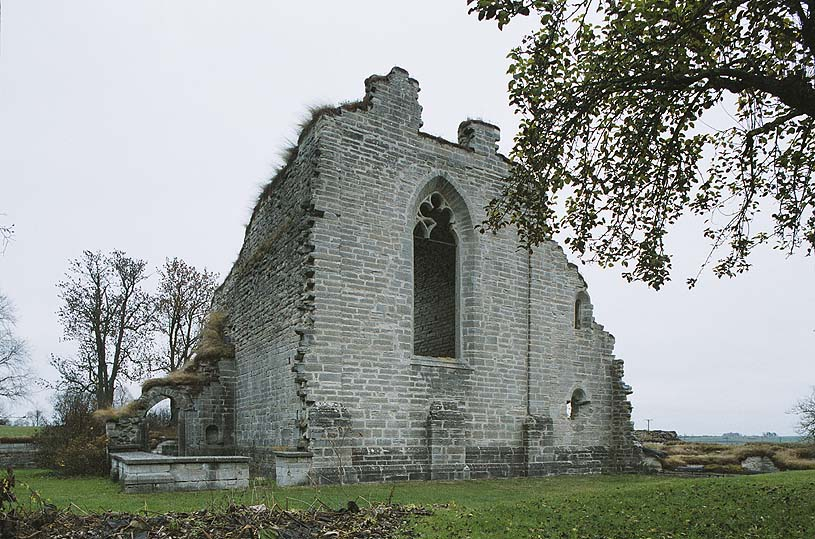
Cloître d'Alvastra
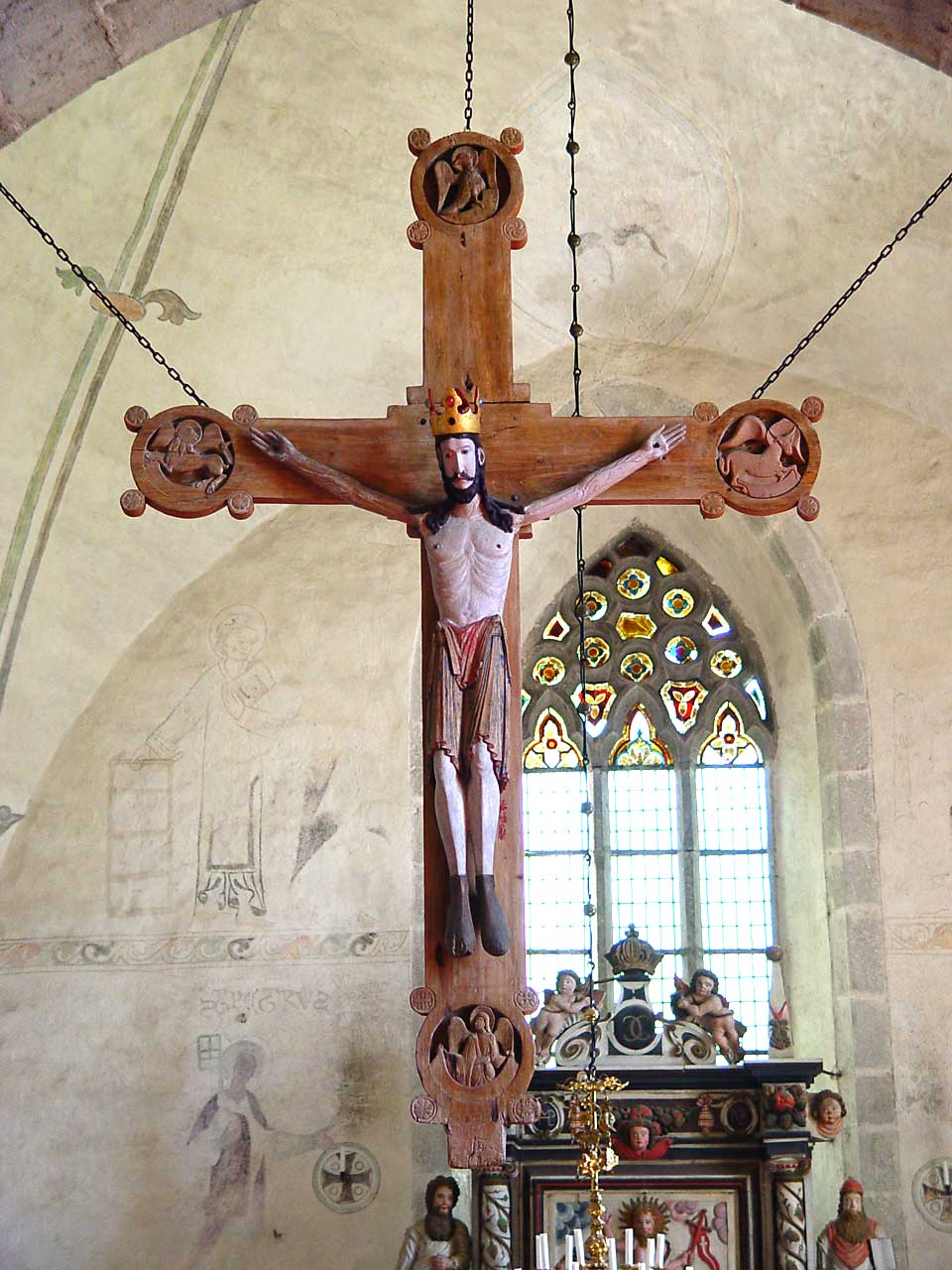
Grand crucifix de l'église de Stenkumla (Gotland)
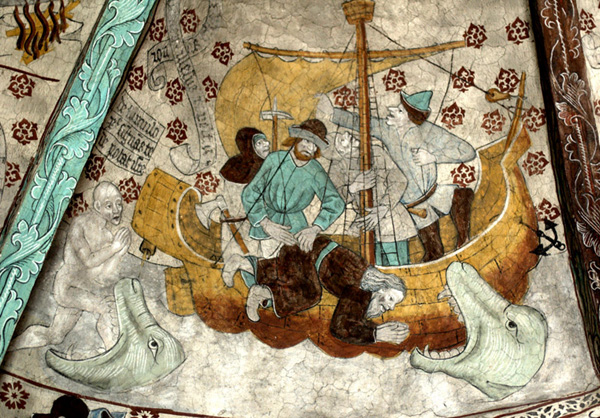
Fresque de Jonas (Albertus Pictor), église d'Härkeberga (Uppsala)
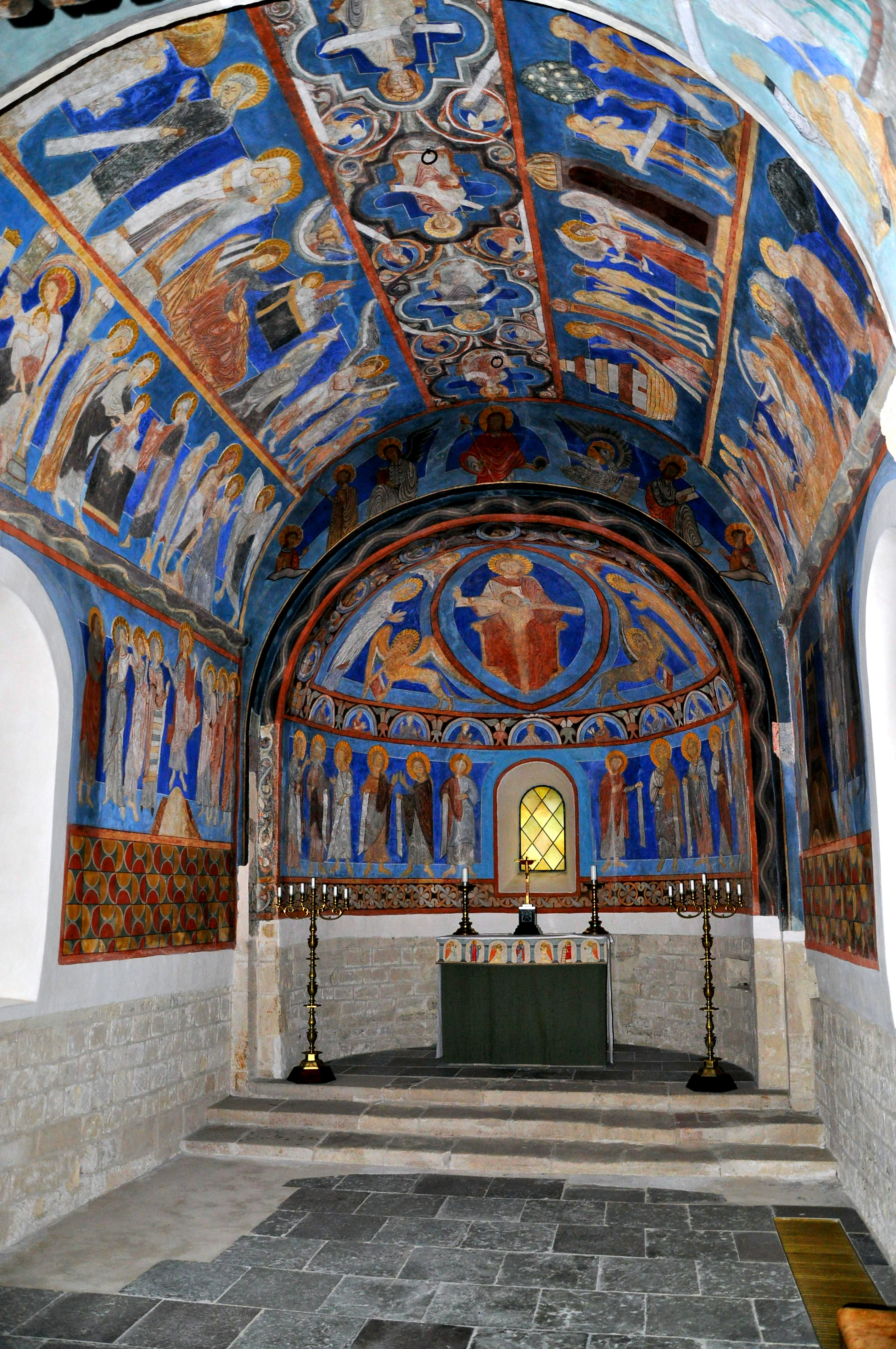
Intérieur de l'église de Bjäresjö (Ystad, Scanie)
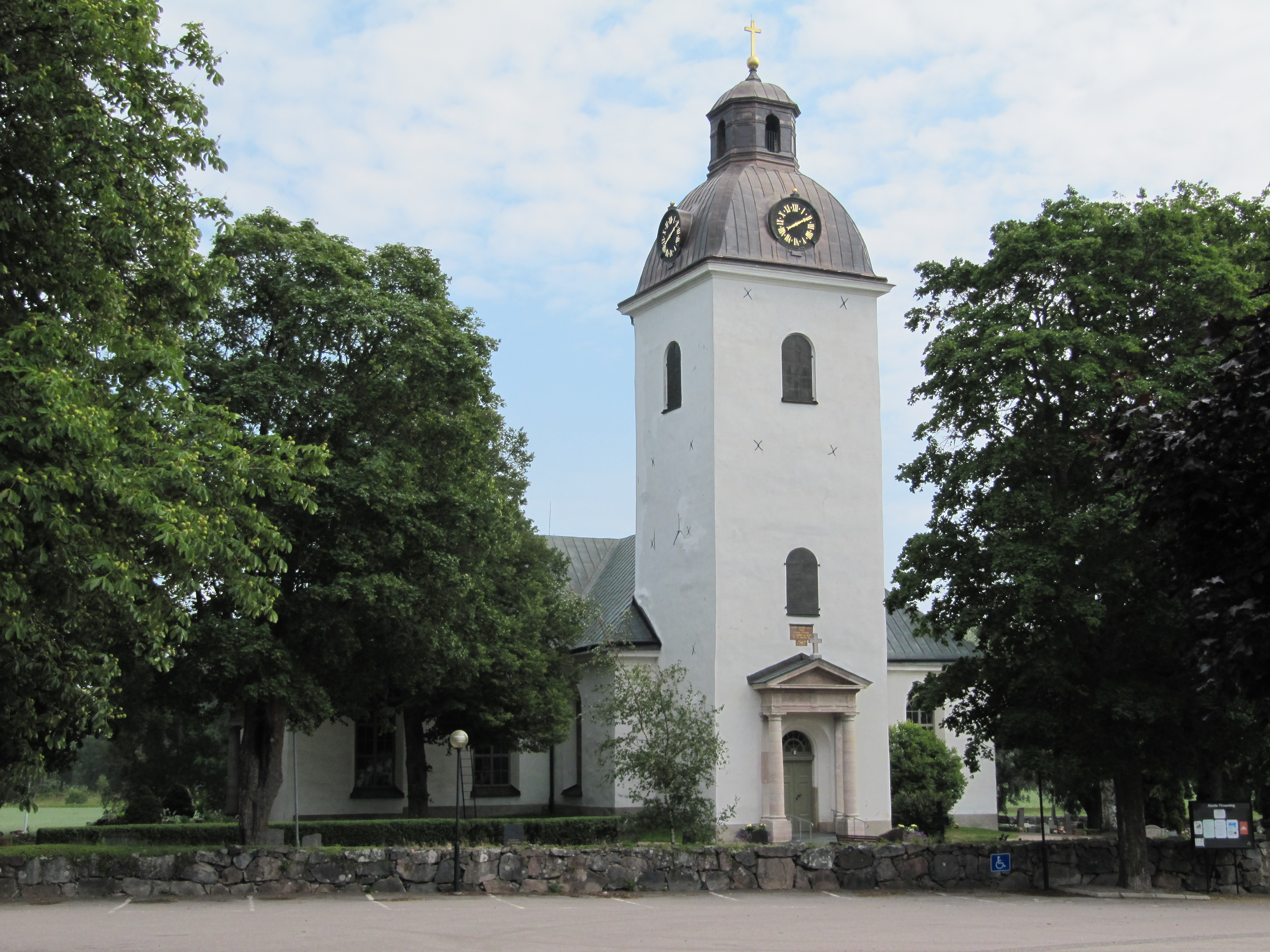
Église d'Alunda (Uppsala)
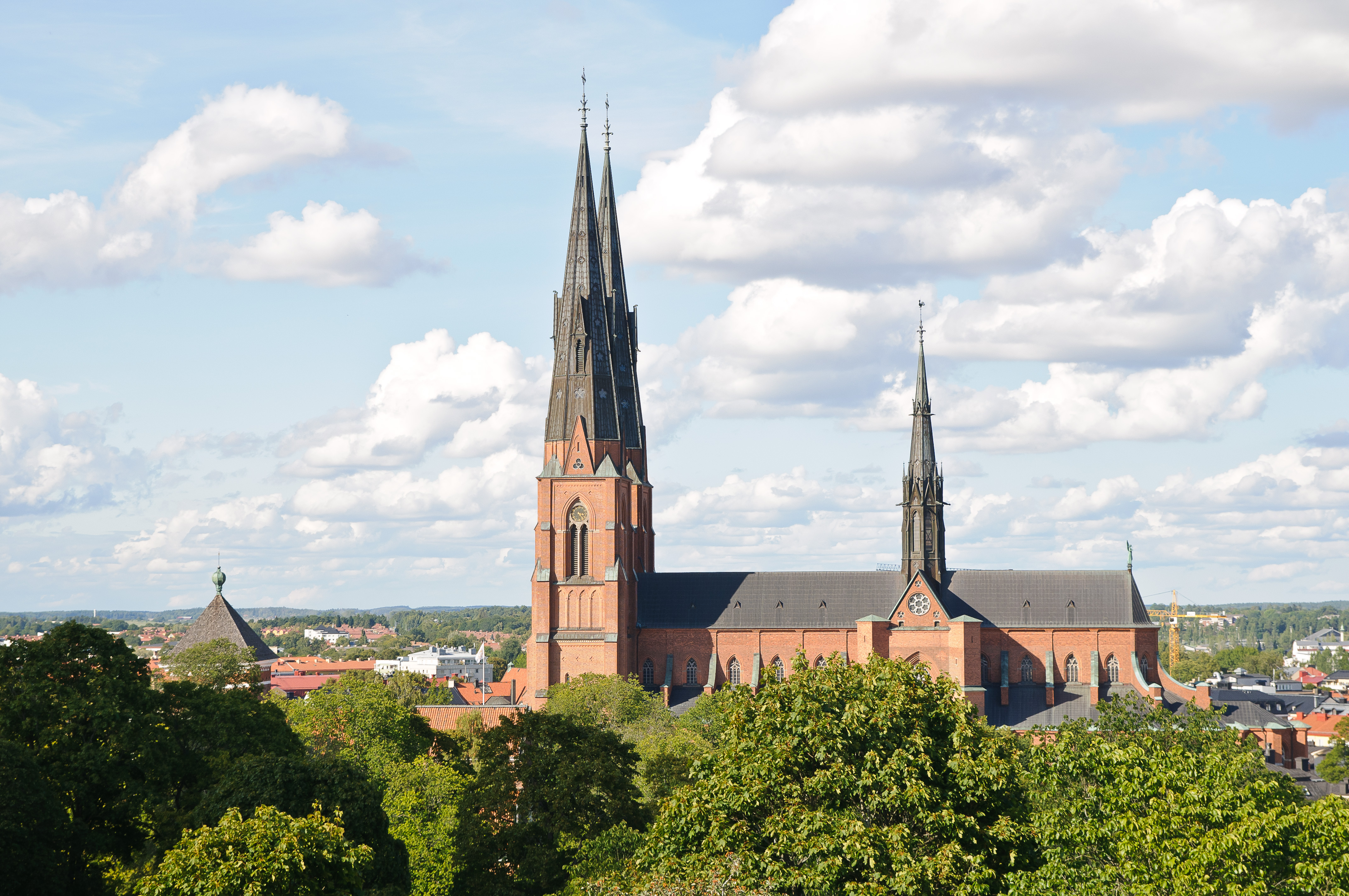
Cathédrale d'Uppsala
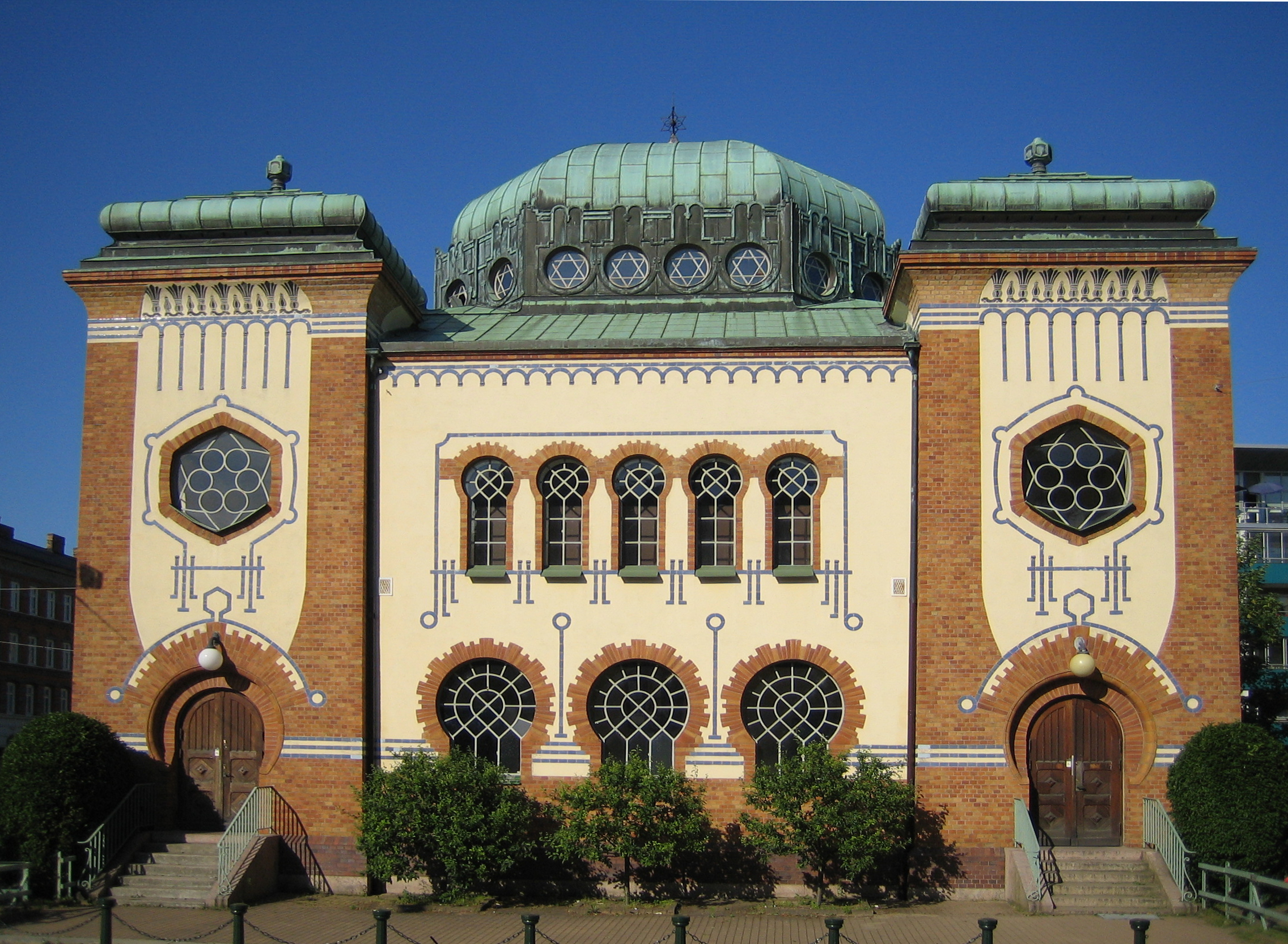
Synagogue de Malmö
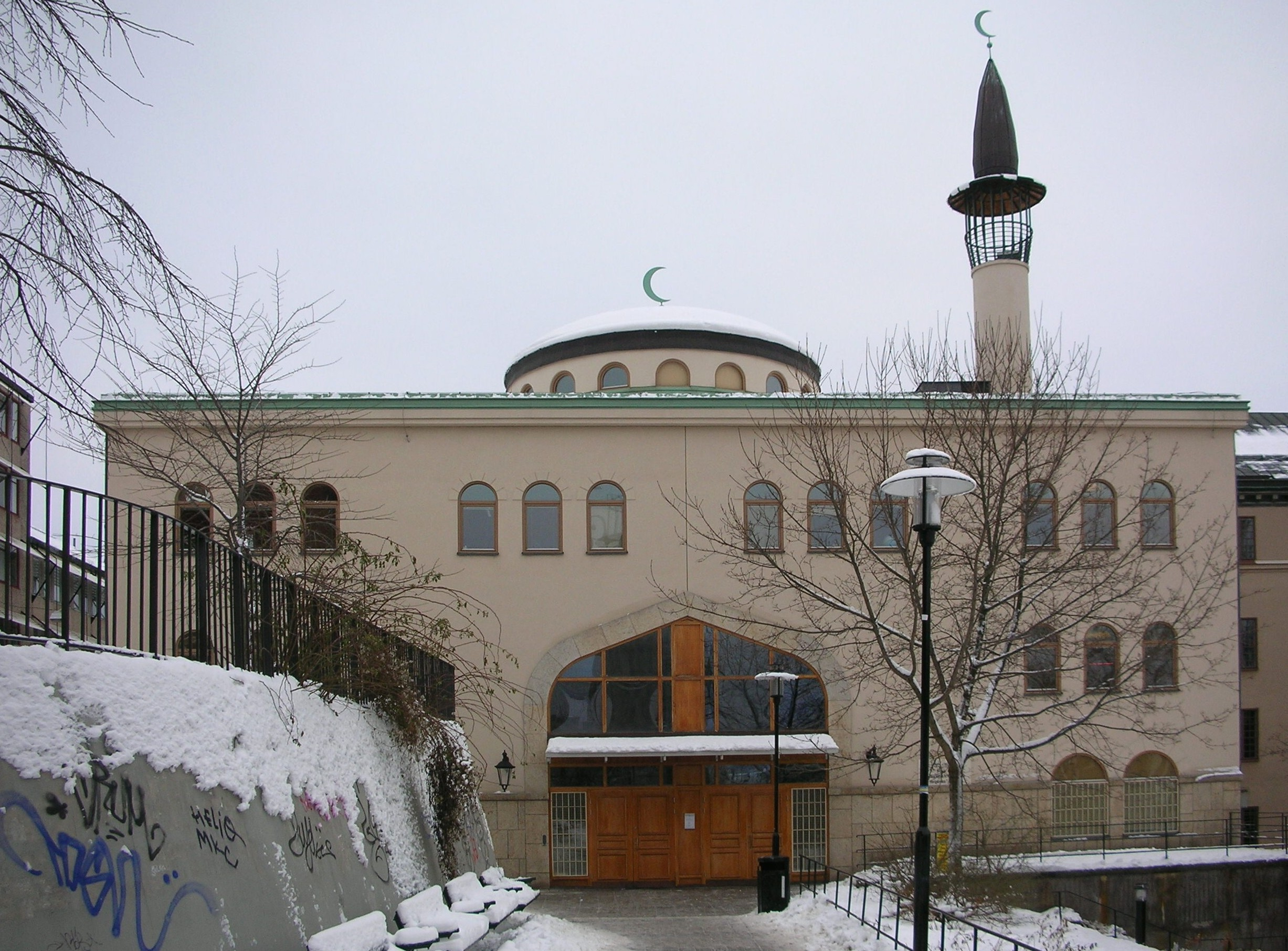
Mosquée de Stockholm

## Repères 2020
Les chiffres (quantité et/ou pourcentage) concernent les déclarations en matière de religion des 10 327 589 Suédois (au 31 décembre 2019) à l'exclusion des diasporas suédoises et des immigrants récents.
| Religion, affiliation formelle (en 2016)             | Membres   | Pourcentage |
| ---------------------------------------------------- | --------- | ----------- |
| Christianisme                                        | 6 745 513 | 67,8 %      |
| Église de Suède                                      | 6 109 546 | 61,1 %      |
| Églises orthodoxes                                   | 145 279   | 1,5 %       |
| Église œcuménique                                    | 123 747   | 1,2 %       |
| Église catholique                                    | 116 031   | 1,2 %       |
| Congrégations pentecôtistes                          | 114 140   | 1,1 %       |
| Église libre évangélique en Suède (en)               | 50 748    | 0,5 %       |
| Mission évangélique suédoise (en)                    | 36 711    | 0,4 %       |
| Mission de l'alliance suédoise (en)                  | 20 473    | 0,2 %       |
| Armée du salut                                       | 9 032     | 0,1 %       |
| Autres chrétiens                                     | 19 806    | 0,2 %       |
| Témoins de Jéhovah                                   | 22 430    | 0,2 %       |
| Église de Jésus-Christ des saints des derniers jours | 9 630     | 0,1 %       |
| Religions non-chrétiennes                            | 183 746   | 1,8 %       |
| Islam                                                | 154 140   | 1,5 %       |
| Bouddhisme (en)                                      | 9 055     | 0,1 %       |
| Judaïsme                                             | 8 316     | 0,1 %       |
| Mandéisme                                            | 7 690     | 0,1 %       |
| Alévisme                                             | 4 545     | 0,05 %      |
| Sans affiliation ou d'une autre religion             | 3 033 837 | 30,4 %      |
| Total                                                | 9 995 894 | 100,0 %     |